# Mangrullo (Cerro Largo)
Mangrullo es una localidad uruguaya del departamento de Cerro Largo.

## Ubicación
La localidad se encuentra situada en la zona norte del departamento de Cerro Largo, al norte de la cuchilla de Mangrullo y sobre camino Buena Vista-San Diego, con acceso desde ruta 8. Dista 40 km por carretera de la ciudad de Melo.

## Características
Es un pequeño centro rural de servicios en un área de ganadería extensiva que hasta 2012 no tenía luz y usaban velas por las noches. Desde hace unas cuatro décadas, la población del caserío disminuyó a menos de la mitad. Su nombre proviene del nombre de los miradores indígenas o criollos armados en lo alto de un árbol.
En la zona alrededor del poblado un grupo de científicos de la Facultad de Ciencias localizó moluscos, insectos y crustáceos de hace miles de años en perfecto estado de conservación.

## Población
Según el censo del año 2011 la localidad contaba con una población de 6 habitantes.
| 66            | 44 | 31 | 25 | 31 | 6 |
| (Fuente: INE) |    |    |    |    |   |